# 著作者
著作者（ちょさくしゃ）は、著作物を創作した者。著者（ちょしゃ）とも呼ばれる。具体的には小説家・漫画家など出版物の著者、作詞家・作曲家、テレビドラマ・映画・アニメーションなどの監督・脚本家、テレビ番組・ラジオ番組の制作者、戯曲の劇作家、画家・彫刻家など芸術作品の作者などである。

## 著作権法上の著作者
日本の著作権法上、著作者とは「著作物を創作する者」をいう（2条1項2号）。著作者は著作物を創作した時点で、著作権（21条 - 28条。財産権）と著作者人格権（18条 - 20条）を取得する。これらの取得にはいかなる方式の履行をも要しない。（17条2項。無方式主義）。
著作権は譲渡する事ができる（61条）。譲渡によって著作権を得た者を著作権者と呼んで著作者と区別する。複数の者が共同して著作物を創作した時、これを共同著作物と呼ぶ。この場合には創作に関与した全員が著作者となり、著作権を準共有する。
企業の従業員がその職務として創作を行った場合に、著作権が創作者個人に帰属する事になるのは不都合である。そこで、ある一定の要件を満たした場合には、創作者個人ではなく企業そのものが著作者となり著作権を取得するという制度が定められている。これが職務著作（別称: 法人著作、英: works made for hire）である（15条）。なお、法人著作の規定がない旧著作権法下の著作物も、現行の著作権法の職務著作に該当すれば職務著作として解するのが相当とされている（龍渓書舎事件、最高裁第二小法廷昭和五九年三月九日判決）。
著作物は原則として著作者の死後70年を経過するまで保護される（詳しくは著作権の保護期間を参照）。著作者が無名又は変名で著作物を公表した場合には、著作者の死亡時を知るのが困難であるため、公表後70年を経過するまで保護される（52条）。
このように保護期間が短くなるデメリットを回避するために、著作者はその実名を登録することができる。これを行うと通常通り死後70年間保護される事になる。
ある著作物について、その著作者が誰であるかということは重要な関心事である。もし真の著作者とは異なる著作者名を表示して著作物が頒布されると、著作者名表示に対しての信用が損なわれる事になる。そこで、著作者でない者を著作者であると偽って著作物を頒布する行為は著作者名詐称罪として刑事罰の対象となる（121条）。